# Sigma dp2 Quattro
Die dp2 Quattro ist eine Kompaktkamera des japanischen Unternehmens Sigma. Die Kamera verfügt über den neuen Foveon X3 Quattro Sensor und 29 effektive Megapixel. Zudem besitzt sie über ein Objektiv mit einer festen Brennweite von 30 mm. Die dp2 Quattro wurde im Februar 2014 offiziell vorgestellt. Im August wird dann die Kamera auch in Deutschland erhältlich sein.

## Technische Merkmale
Die Sigma dp2 Quattro ist die erste Kamera, welche aus der neu entwickelten dp-Serie veröffentlicht wurde. Es wurden sowohl der Sensor, der Prozessor, das Objektiv sowie das Aussehen der Kamera überarbeitet. Der neu entwickelte Foveon-X3-Direktsensor, ist zwar größenmäßig gleich, besteht aber aus viermal mehr blauen Dioden. Die blaue Schicht verfügt über eine 20-Megapixel-Auflösung und die grüne sowie die rote Schicht jeweils über 4,9 Megapixel. Demnach hat die Kamera 33 Gesamtmegapixel und 29 effektive Megapixel, welche sich aus dem Verhältnis von 4:1:1 zusammensetzen. Der neue Name „Quattro“ bezieht sich auf jenes Pixel-Verhältnis.

## Einige Unterschiede im Vergleich zur dp2 Merrill
- verbesserte ISO: 6400 statt 3200
- besitzt einen 2-Wege-Auslöser
- verfügt über einen optischen Sucher
- besitzt einen Bildsucher
- manuelle Belichtungssteuerung
- 19,6 statt 14,7 Megapixel im RAW Format[4]

## Eigenschaften
- 29-Megapixel-Foveon X3-Sensor
- 7,6-cm-TFT-Farb-LCD-Monitor (3 Zoll)
- Dual-TRUE-III-Bildverarbeitungsprozessor
- ISO 100-6400
- Unterstützte Dateiformate: Verlustfrei komprimierte RAW-Daten (14 Bit), JPEG (Exif 2.3)
- Li-Ion-Akku BP-51
- Gewicht ca. 395 g (ohne Akku und Speicherkarte)
- Objektiv mit fester Brennweite von 30 mm
- Blendenbereich F2,8-F16
- Aktuelle Firmware: 1.08

## Mitgeliefertes Zubehör
Li-Ion-Akku BP-51, Akku-Ladegerät BC-51, USB-Kabel, gedruckte Anleitung

## Optionales Zubehör
Netzgerät SAC-6 (mit Netzteil CN-21), Gegenlichtblende LH5-01, Auslösekabel CR-31, Externer Sucher VF-51, LCD View Finder LVF-01 und Halterung für LCD View Finder LVF-01, Handgriff BG-11, Kameraschutz HC-21, Filter 58mm
Die Kamera verfügt über einen Blitzschuh, welcher mit dem kleinen Blitzgerät EF-140S SA-STTL und den großen Electronik-Blitzgeräten EF-610 DG ST und EF-610 DG Super kompatibel ist.

## Sigma Photo Pro
Mit der Software Sigma Photo Pro können Bildbearbeitung und Konvertierung von RAW- in JPEG- oder TIFF-Dateien bei allen Kameras der SD-Reihe durchgeführt werden.
Die Version 6.x kann kostenlos für Windows 7+ und Mac OS ab Version 10.8 heruntergeladen werden. Aktuell sind die Software-Versionen 6.5.4 (Win7+) und 6.5.5 (MacOSX 10.9+) verfügbar.
Die Software wird für alle Kameras der DP-Reihe sowie auch für die Sigma-SLR-Kameras SD9, SD10, SD14, SD15, SD1 Merrill und die neue SD Quattro (H) verwendet.